# Kool Moe Dee
Kool Moe Dee (nascido como Mohandas Dewese) é um rapper norte-americano. 

## Discografia
- 1986 - Kool Moe Dee
- 1987 - How Ya Like Me Now
- 1989 - Knowledge Is King
- 1991 - Funke, Funke Wisdom
- 1994 - Interlude